# Rajko Milošević (Handballspieler)
Rajko Milošević (* 6. Januar 1981 in Šabac, Jugoslawien) ist ein serbischer ehemaliger Handballtorwart.
Er spielte beim RK Šabac und RK Subotica, bei AEK Athen, bei Vereinen in Dänemark, Italien und Israel sowie von 2012 bis 2014 für den deutschen Zweitligisten HG Saarlouis; zuvor war er ebenfalls in der 2. Liga bei der TSV Hannover-Burgdorf und dem TSV Altenholz aktiv. Ab Oktober 2014 war er beim Drittligisten Stralsunder HV aktiv; da er keine Arbeitserlaubnis erhielt, endete im Dezember 2014 dieses Engagement. Ab Februar 2015 spielte Rajko Milosevic beim SC Ferlach in der österreichischen 2. Liga.
Ab der Saison 2015/16 stand er bei dem luxemburgischen Erstliga-Verein HB Esch unter Vertrag. Mit Esch gewann er 2017 und 2019 sowohl die luxemburgische Meisterschaft als auch den luxemburgischen Pokal. 2020 beendete er seine Karriere und wurde Torwarttrainer bei HB Esch. Zudem ist er TW-Trainer bei der luxemburgischen Nationalmannschaft.
Mit dem RK Šabac spielte er in der Saison 2004/2005 im EHF Challenge Cup, mit RK Subotica 2005/06 im EHF-Pokal und mit dem AEK Athen in der Saison 2007/08 ebenfalls im EHF-Pokal.